# 이시우치역
이시우치역(일본어: 石打駅, いしうちえき)은 일본 니가타현 미나미우오누마시에 있는, 동일본 여객철도의 철도역이다. 조에쓰선이 지나간다.

## 역 구조
구릉지의 동쪽 사면에 자리한 지상역으로, 승강장은 섬식 1면 2선 구조이다. 역사와 승강장은 지하통로로 이어져 있다.
에치고유자와역이 관리하는 업무 위탁역이다. 초록 창구와 자동발권기를 운영하고 있다.

### 승강장
| 1 | ■ 조에쓰선 | 에치고유자와 · 에치고나카자토 · 미나카미 · 다카사키 방면 |
| 2 | ■ 조에쓰선 | 무이카마치 · 고이데 · 나가오카 방면                      |

## 역세권 정보
- 오카무라 미쓰기 동상 - 조에쓰선의 건설 정책을 책임졌다.
- 이시우치마루야마 스키장

## 역사
- 1925년 11월 1일 - 조에쓰호쿠선 시오자와 ~ 에치고유자와 간의 개통과 동시에 개업했다.
- 1931년 9월 1일 - 조에쓰선이 미나카미역까지 연장되었다.
- 1987년 4월 1일 - 민영화에 따라 동일본 여객철도의 소속이 되었다.

## 인접역
| 동일본 여객철도 조에쓰선   | 동일본 여객철도 조에쓰선 | 동일본 여객철도 조에쓰선    |
| -------------------------- | ------------------------ | --------------------------- |
| 에치고유자와 다카사키 방면 | ■ 보통                   | 오사와 나가오카·니가타 방면 |